# Silex
Silex는 PHP로 개발된 마이크로 웹 프레임워크이며 심포니, 트위그, 독트린에 기반을 둔다. MIT 라이선스이다.
Silex의 일반 목적은 가능한 가볍게 함으로써 Silex 기반을 확장하고 기능을 추가하는 일을 쉽게 하는 것이다. Silex는 소형 웹 애플리케이션(예: REST API)의 제작을 위해 사용할 수 있는데, 이는 마이크로 프레임워크를 위한 주요 케이스이지만, Silex는 풀 스택 MVC 프레임워크로 확장이 가능하다.
Silex는 2가지 버전으로 사용할 수 있다: 'fat', 'slim'. 이 둘의 차이점은 fat 버전의 경우 기능이 완전하며 데이터베이스 추상화, 탬플릿 엔진, 다양한 심포니 컴포넌트를 포함하고 있는 반면 slim 버전은 기초적인 라우팅 엔진 정도만 포함하고 있다.
Silex는 2018년 6월 EOL(end-of-life) 처리되어 사람들에게 심포니를 대신 사용할 것을 권고하고 있다..

## 역사
Silex는 심포니 프레임워크의 개발자 Fabien Potencier, 그리고 Igor Wiedler에 의해 개발되었다. '웹 프레임워크 PoC' 성격으로 2010년 9월 16일 처음 출시되었다.
Silex는 현재 가장 잘 알려진 PHP 마이크로 프레임워크 가운데 하나로서 대체적으로 마이크로 프레임워크 비교를 위한 벤치마크에서 가장 빠른 것들 가운데 하나로 속해있다.

## 예
다음의 코드는 Hello World!를 출력하는 단순한 웹 애플리케이션을 보여준다.
```
$app
 
=
 
new
 
Silex\Application
();

$app
->
get
(
'/'
,
 
function
()
 
use
(
$app
)
 
{

    
return
 
'Hello World!'
;

});

$app
->
run
();

```

## 같이 보기
- 심포니 (웹 프레임워크)